# Lewisia kelloggii
Lewisia kelloggii är en källörtsväxtart som beskrevs av K. Brandeg. Lewisia kelloggii ingår i släktet Lewisia och familjen källörtsväxter.

## Underarter
Arten delas in i följande underarter:
- L. k. hutchisonii
- L. k. kelloggii
- L. k. yosemitana

## Bildgalleri

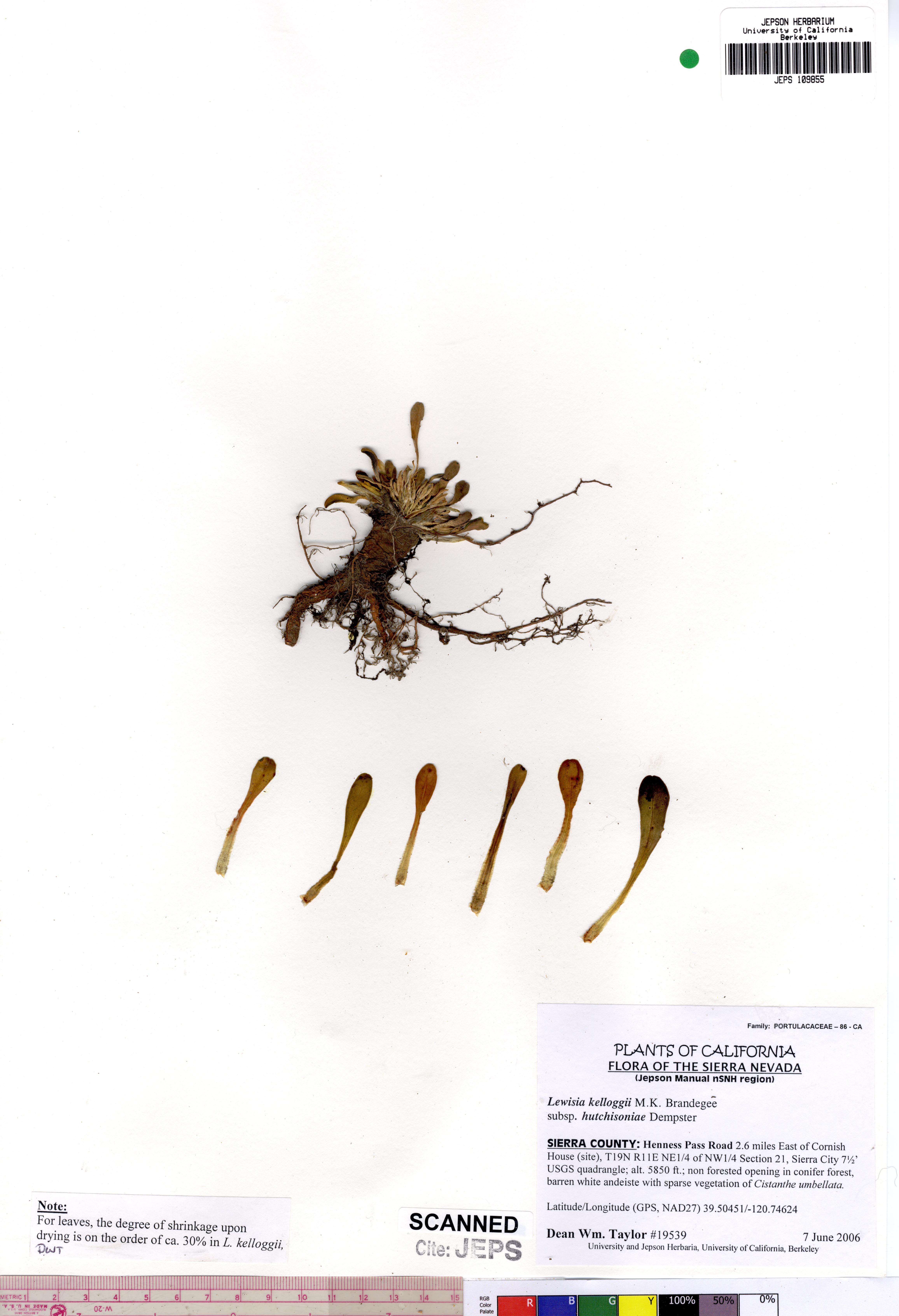